# Джордж Джонс
Джордж Глен Джонс (англ. George Glenn Jones; 12 вересня 1931, Гардін, Техас, США — 26 квітня 2013, Нашвілл, Девідсон, Теннессі, США) — американський кантрі-виконавець.
Джонс був рекордсменом за кількістю хітів, які потрапили в національні музичні кантрі-чарти. Всього за 50 років кар'єри на сцені він записав понад 150 альбомів.
Серед найбільш пам'ятних творів Джорджа Джонса називають He Stopped Loving Her Today 1980 року, за яку він удостоївся премії «Греммі».